# Lindsay Corporation
Die Lindsay Corporation ist ein amerikanisches Unternehmen aus Omaha, das verschiedene Stahlbauprodukte herstellt.
Lindsay wurde 1955 von Paul Zimmerer gegründet. Sein Sohn entwickelte etwa 1960 das Zimmatic Pivot-Beregnungssystem.
Heute baut das Unternehmen neben Beregnungssystemen auch Leitplanken, insbesondere bewegliche Leitplanken, Signalbrücken, Stahlrohre und Telematiksysteme. Das Tochterunternehmen Snoline produziert Straßen-Sicherheits- und Leitsysteme sowie Fahrbahnmarkierungen.